# -büttel

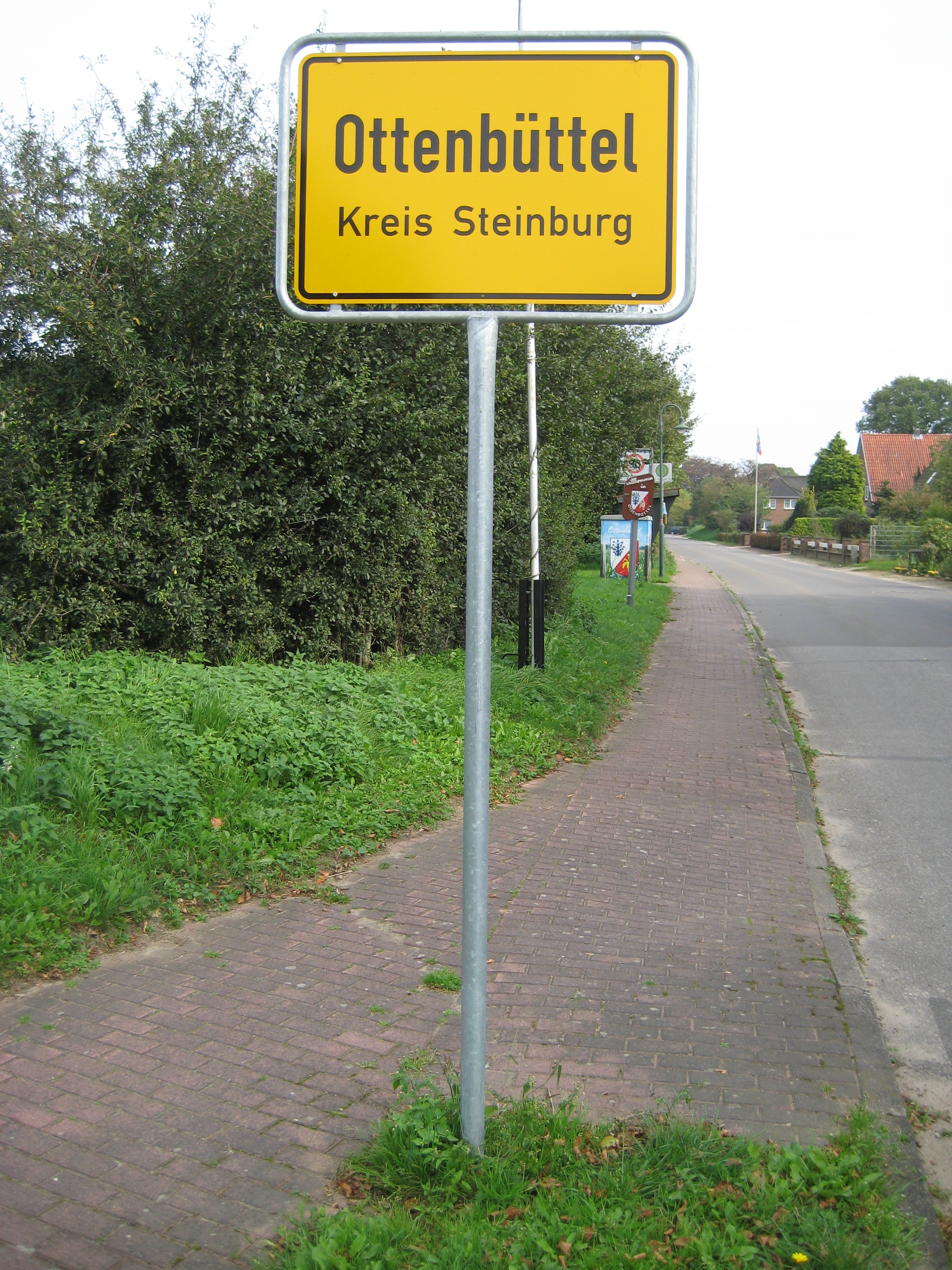
Ortsschild von Ottenbüttel

Die Ortsnamenendung -büttel stammt aus dem Niederdeutschen bzw. dem älteren Germanischen und hat etwa die Bedeutung von „Haus und Hof“ oder „Siedlungsgebiet“. „Büttel-Ortschaften“ haben ihre Verbreitung ausschließlich in Nordwestdeutschland. Die Herkunft und Gründungszeit dieser Ortschaften ist unter Forschern umstritten. Andere Ortschaften, die den Ausdruck „Büttel“ im Namen tragen, sind nicht Thema dieses Artikels.

## Verteilung

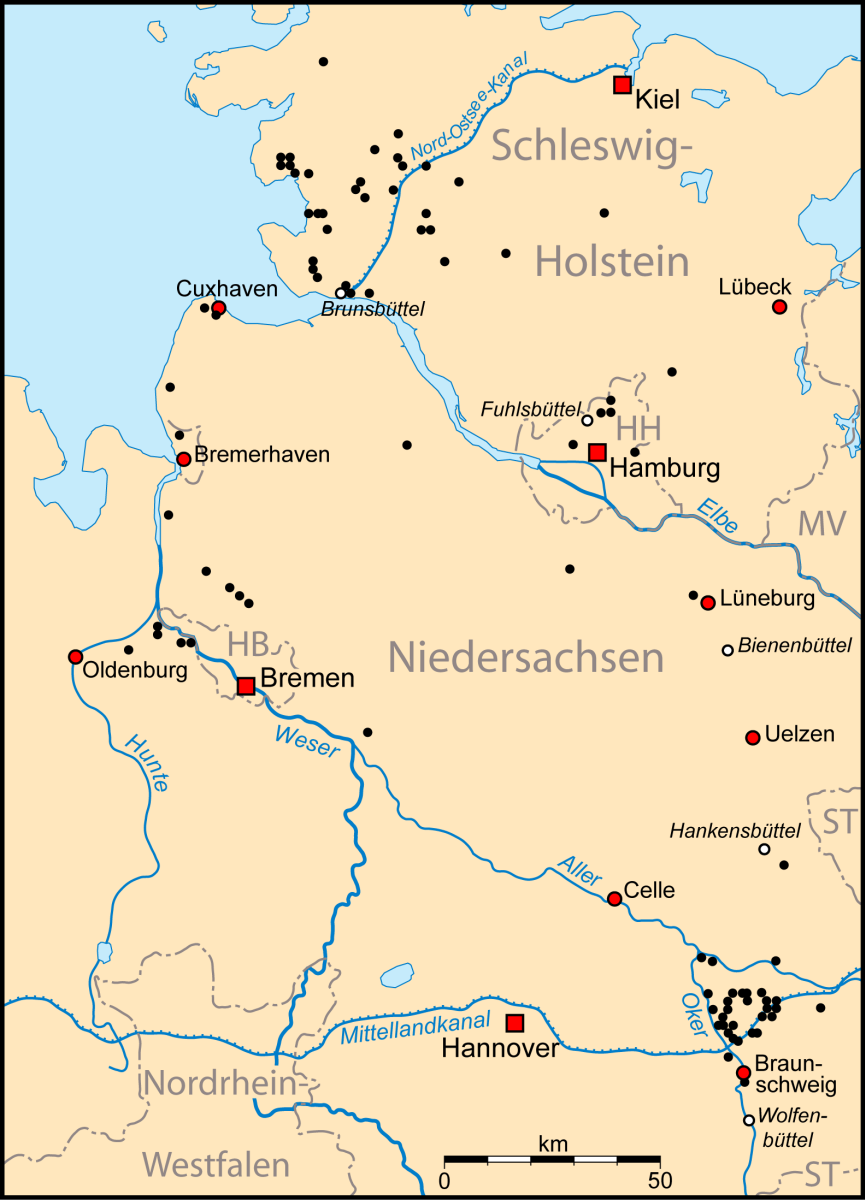
Verbreitung der Büttel-Ortschaften in Norddeutschland

Betrachtet man die Lage und Verteilung der Büttel-Ortschaften, so sind vier Hauptgruppen von Büttel-Siedlungen auszumachen. Die erste große Gruppe von Büttel-Orten liegt nördlich der Elbe im westlichen Schleswig-Holstein (Kreis Steinburg, Dithmarschen) und Hamburg. Zwei kleinere Gruppen befinden sich im Elbe-Weser-Dreieck sowie in der Lüneburger Heide. Die dichteste Gruppierung befindet sich im Papenteich, nördlich von Braunschweig. Zieht man eine Verbindung vom Papenteich durch die Lüneburger Heide nach Dithmarschen, so liegen an dieser Verbindungslinie, aber fast nirgendwo sonst im deutschen Sprachraum, verstreut einige weitere Büttel-Orte, wie Wunderbüttel, Hankensbüttel und Bienenbüttel in der Lüneburger Heide. Als südlichster Büttel-Ort gilt die Stadt Wolfenbüttel etwa 13 km südlich von Braunschweig und 30 km nördlich des Harzes.
Ältere Schriften beziehen sich zumeist auf eine Gesamtzahl von 164 „-büttel“-Orten, die sich alle in Norddeutschland befinden. Von diesen 164 Ortschaften befinden sich 68 nördlich der Elbe, 12 an der Unterweser, 18 südlich des Jadebusens, 18 in der Lüneburger Heide sowie 36 im Raum Braunschweig-Gifhorn mit einer Konzentration im Papenteich. In neueren Untersuchungen zur Thematik der Büttel-Ortschaften werden 222 Büttel-Orts- und Flurnamen genannt und untersucht.

## Papenteich
Der Papenteich weist die größte Gruppe eng zusammenliegender Büttel-Ortschaften auf, weswegen diese Gegend bisweilen auch als „Büttelei“ bezeichnet wird. Die meisten Papenteicher Büttel-Ortschaften bilden, zusammen mit wenigen Horst-Orten, einen weitläufigen Ring im zentralen Papenteich. Die Außenpunkte dieses Ringes bilden die Ortschaften Isenbüttel, Allenbüttel, Allerbüttel, Harxbüttel und Rolfsbüttel. Innerhalb des Ringes liegen die vermutlich wesentlich älteren, vermutlich zusammengehörenden Ortschaften Meine, Rethen sowie Vordorf. Ursprünglich existierten 31 Büttel-Orte, von denen zehn heute nur noch als Wüstungen im Papenteich existieren.

## Wortherkunft
Als Wurzel des Wortes „Büttel“ wird das indogermanische *bhu (bauen, sein) mit der Bedeutung „Haus, Anwesen, Wohnsitz“ angesehen. Eine weitere Ableitung erfolgt vom altsächsischen bodal (siehe auch Odal) mit der Bedeutung „Haus und Hof“ oder „Siedlungsgebiet“.  Gebräuchliche abgewandelte Formen sind altsächsisch -gibutli, -gibudli, -butli, mittelniederdeutsch -bütle, -bötle und schließlich neuniederdeutsch -büttel, -bötel. Das Bestimmungswort vor der Endung „-büttel“ ist meist – soweit feststellbar – ein Personenname, zum Beispiel für Adenbüttel (Adenebutle) „Ado“ oder für Ribbesbüttel (Ricbaldesgebutile) „Ricbald“.
Mit der wesentlich jüngeren Berufsbezeichnung „Büttel“ (Bannwart) als Gerichtsdiener haben diese Namen nichts zu tun; es gibt jedoch vereinzelte südliche Orte, die „Büttel“ im Namen tragen, die sich auf einen solchen Büttel beziehen.

## Entstehungstheorien
Sowohl die Herkunft (an der Ortsgründung beteiligte Stämme) als auch der Besiedlungszeitraum, der Zusammenhang zu den jütländischen Büll-Orten und den englischen Bottle-Orten sowie die Gesamtverbreitung der Büttel-Orte ist unter Forschern verschiedener Fachgebiete seit Jahrzehnten umstritten und wird intensiv diskutiert. Eine Lösung wurde aus geschichtlicher, archäologischer, namenkundlicher wie auch aus siedlungskartografischer Herangehensweise gesucht. So wurden und werden ein Siedlerzug von Süden nach Norden, von Norden nach Süden, aber auch die Theorie, dass zwischen den Büttel-Ortschaften überhaupt kein Zusammenhang bestehe, diskutiert.

### Sprachforschung
Die ersten Ergebnisse der Sprachforschung bezüglich der Büttel-Orte stammen von Heinrich Wesche (1957). Dieser hatte versucht, aus dem regionalen Papenteicher Dialekt die Besiedlungsgeschichte abzuleiten. Das Papenteicher Platt nutzt das ü (statt u) in einer Weise, die ähnlich nur in Jütland, Nordschleswig und den Frieslanden vorkommt. Auch geht er von einem Zusammenhang zu den englischen Bottle-Orten aus. Zudem stellte er fest, dass sich bei den Büttel-Orten keine Namen der großen Grundherren der Karolinger- und Ottonischen Zeit nachweisen lassen. Einzige Ausnahme hiervon könnte Brunsbüttel mit Bezug auf die Brunonen sein. Daher legt er die Gründungszeit der entsprechenden Orte in die Zeit des Auszuges der Sachsen und Angeln nach England im 6. Jahrhundert. Dem widersprechend meinte Fiesel (1972), dass alle als Grundbegriff verwendeten Personennamen fränkischen Ursprungs seien.

### Weitere Theorien
Wendentheorie
Nach Schröder ist Büttel eine ältere Bezeichnung für einen Ort in einer sumpfigen Niederung. Die Entstehungszeit liegt etwa im 6. oder 7. Jahrhundert. Die Ortschaften wurden als Runddörfer errichtet und waren als Verteidigungsstellungen gegen die Wenden konzipiert. Dieser Theorie widerspricht aber, dass fast alle Siedlungen und Wohnplätze dieser Zeit in Form von Runddörfern als Verteidigungsstellung errichtet wurden, unabhängig von ihrer Namensendung. Auch fanden in mehreren Verbreitungsgebieten der Büttel-Orte (beispielsweise im Papenteich) niemals Kämpfe mit den Wenden statt.
Sächsische Stammessage
Einer alten Überlieferung zufolge entstanden die Büttel-Orte durch einen Herzog Hadugoto, der mit seinem sächsischen Stamm aus dem überbevölkerten England zurückkehrte. Von Hadeln aus zog er, einem Hilferuf von Theodorich folgend, in den Kampf gegen die Thüringer. Als Belohnung erhielt er das Land des heutigen Papenteich und gründete hier die Büttel-Ortschaften. Diese Überlieferung konnte mittlerweile in den Bereich der sächsischen Stammessagen eingeordnet werden und entstammt einer epischen Dichtung.
Sachsentheorie
Eine lange als gültig angesehene Theorie beruft sich auf den römischen Geschichtsschreiber Claudius Ptolemäus, dem zufolge die Sachsen aus Holstein stammen. Von hier aus erfolgte die Wanderung eines Teilstammes der Angeln und Warnen mit den Sachsen in den Süden, wobei ein Teil sich niederließ und die Büttel-Ortschaften gründete. Dieser Theorie widerspricht, dass sich gerade in den Hauptsiedlungsgebieten der Sachsen keine Büttel-Orte finden.
Friesentheorie
Ebenso wie bei der Sachsentheorie wurden die Friesen als Gründer der Büttel-Orte angenommen. Hierfür sprach auch die Ähnlichkeit der Papenteicher Mundart mit dem Friesischen. Aber auch in den friesischen Stammländern gibt es keine Büttel-Orte.
Jütländischer Ursprung
Diese Theorie legt sich auf kein bestimmtes Volk fest. Der Ursprung wird in das nordwestliche Jütland gelegt. Von hier aus wurde zunächst die Gegend bis Dithmarschen besiedelt. Später zogen zwei Gruppen weiter. Die erste Gruppe folgte der Küste bis zur Wesermündung, wobei ein Teil sich hier niederließ, während der andere Teil weiter nach England zog und dort die Bottle-Orte gründete. Die zweite Gruppe zog über Hamburg durch die Lüneburger Heide bis in den Papenteich. Diese Siedler hätten auf dem Weg einige kleine Gruppen zurückgelassen, die unterwegs die verstreuten Orte in der Heide gegründet hätten. Der Großteil aber hätte sich im Papenteich niedergelassen, dort das Land unter sich aufgeteilt und mehr als 30 bodals gegründet. Hier war nach dem Untergang des Thüringerreiches Siedlungsraum wieder freigeworden.

## Liste der Büttel-Ortschaften
| Ortsname                                 | Region                             | Ersterwähnung | Typ                         | (Land-)Kreis / Stadt        | Koordinaten           |
| ---------------------------------------- | ---------------------------------- | ------------- | --------------------------- | --------------------------- | --------------------- |
| Aasbüttel                                | Heide-Itzehoer Geest               | 1576          | Gemeinde                    | Kreis Steinburg             | 54° 04′ N, 009° 26′ O |
| Abbesbüttel                              | Papenteich                         | 1391          | Ortsteil                    | Landkreis Gifhorn           | 52° 21′ N, 010° 34′ O |
| Achtenbüttel                             | Vorsfelder Werder                  |               | Wüstung                     | Wolfsburg                   | 52° 26′ N, 010° 50′ O |
| Adenbüttel                               | Papenteich                         | 1226          | Gemeinde                    | Landkreis Gifhorn           | 52° 23′ N, 010° 27′ O |
| Aendebytael                              | Dithmarschen                       | 1217          | Wüstung                     | Kreis Dithmarschen          | 54° 20′ N, 009° 01′ O |
| Algesbüttel                              | Papenteich                         | 1022          | Wüstung / Wohnplatz         | Landkreis Gifhorn           | 52° 24′ N, 010° 47′ O |
| Allenbüttel (Calberlah)                  | Papenteich                         | 1274          | Ortsteil                    | Landkreis Gifhorn           | 52° 24′ N, 010° 38′ O |
| Allerbüttel (Calberlah)                  | Papenteich                         | 1292          | Ortsteil                    | Landkreis Gifhorn           | 52° 25′ N, 010° 38′ O |
| Appelbüttel/Appenbüttel                  | Hamburg                            |               | Ortsteil                    | Hamburg                     | 53° 26′ N, 009° 56′ O |
| Arnsbüttel                               | Papenteich                         | 1022          | Wüstung                     | Landkreis Gifhorn           | 52° 22′ N, 010° 27′ O |
| Aßbüttel (Nordleda / Wanna)              | Land Hadeln                        |               | Wüstung                     | Landkreis Cuxhaven          | 53° 45′ N, 008° 45′ O |
| Auenbüttel (Schmedeswurth)               | Dithmarschen                       |               | Ortsteil                    | Kreis Dithmarschen          | 53° 56′ N, 009° 03′ O |
| Ausbüttel (Ribbesbüttel)                 | Papenteich                         | 1383–85       | Ortsteil                    | Landkreis Gifhorn           | 52° 26′ N, 010° 32′ O |
| Badenbüttel                              | Papenteich                         | 1231          | Wüstung                     | Landkreis Gifhorn           | 52° 25′ N, 010° 28′ O |
| Barsbüttel                               | Hamburg                            | 1227          | Gemeinde                    | Kreis Stormarn              | 53° 34′ N, 010° 10′ O |
| Bechtsbüttel (Meine)                     | Papenteich                         | ~1200         | Ortsteil                    | Landkreis Gifhorn           | 52° 20′ N, 010° 32′ O |
| Bernebüttel (Berne)                      | Wesermarsch                        |               | Ortsteil                    | Landkreis Wesermarsch       | 53° 11′ N, 008° 30′ O |
| Bienenbüttel                             | Lüneburger Heide                   | 1004          | Gemeinde                    | Landkreis Uelzen            | 53° 09′ N, 010° 29′ O |
| Bönebüttel                               | Schleswig-Holsteinisches Hügelland | 1141          | Gemeinde                    | Kreis Plön                  | 54° 04′ N, 010° 04′ O |
| Bosenbüttel (Spieka)                     | Land Wursten                       |               | Ortsteil                    | Landkreis Cuxhaven          | 53° 45′ N, 008° 35′ O |
| Brunsbüttel (Calberlah)                  | Papenteich                         | 1350          | Ortsteil                    | Landkreis Gifhorn           | 52° 23′ N, 010° 37′ O |
| Brunsbüttel                              | Dithmarschen                       | 1286          | Stadt                       | Kreis Dithmarschen          | 53° 54′ N, 009° 08′ O |
| Brunsbüttelkoog (Brunsbüttel)            | Dithmarschen                       | 1772          | Ortsteil                    | Kreis Dithmarschen          | 53° 54′ N, 009° 10′ O |
| Bunebutle                                | Stormarn                           | 1224          | Wüstung                     | Kreis Stormarn              | 53° 32′ N, 010° 14′ O |
| Büttel (Elbe)                            | Elbmarschen                        | 1318          | Gemeinde                    | Kreis Steinburg             | 53° 54′ N, 009° 14′ O |
| Büttel (Loxstedt)                        | Osterstader Marsch                 | 1109          | Ortsteil                    | Landkreis Cuxhaven          | 53° 26′ N, 008° 32′ O |
| Büttel (Borsfleth)                       | Elbmarschen                        |               | Ortsteil                    | Kreis Steinburg             | 53° 54′ N, 009° 14′ O |
| Büttel                                   | Wesermünder Geest                  |               | keine Verwaltungsfunktion   | Stadt Osterholz-Scharmbeck  | 53° 17′ N, 008° 45′ O |
| Buttel (Berne)                           | Wesermarsch                        |               | Ortsteil                    | Landkreis Wesermarsch       | 53° 09′ N, 008° 24′ O |
| Büttlerdeich (Wöhrden)                   | Dithmarschen                       |               | Ortsteil                    | Kreis Dithmarschen          | 54° 09′ N, 008° 58′ O |
| Dannenbüttel (Sassenburg)                | Papenteich                         | 1059          | Ortsteil                    | Landkreis Gifhorn           | 52° 30′ N, 010° 38′ O |
| Debstedterbüttel (Geestland)             |                                    | 1684          | Ortsteil                    | Landkreis Cuxhaven          | 53° 37′ N, 008° 39′ O |
| Desebüttel (Geestland)                   |                                    | 1336          | Wüstung                     | Landkreis Cuxhaven          | 53° 33′ N, 008° 53′ O |
| Diersbüttel                              | Lüneburger Heide                   | 1302          | Ortsteil                    | Landkreis Lüneburg          | 53° 06′ N, 010° 16′ O |
| Dudelbüttel (Süderrade)                  | Dithmarschen                       | 1447          | Wüstung                     | Kreis Dithmarschen          | 54° 12′ N, 009° 23′ O |
| Düdenbüttel                              | Stader Geest                       | 1059          | Gemeinde                    | Landkreis Stade             | 53° 35′ N, 009° 22′ O |
| Edenbüttel (Lemwerder)                   | Wesermarsch                        |               | Ortsteil                    | Landkreis Wesermarsch       | 53° 10′ N, 008° 37′ O |
| Edesbüttel (Calberlah)                   | Papenteich                         | 1398          | Ortsteil                    | Landkreis Gifhorn           | 52° 24′ N, 010° 38′ O |
| Egenbüttel                               | Holstein                           | 1564          | Ortsteil                    | Kreis Pinneberg             | 53° 39′ N, 009° 51′ O |
| Eilersbüttel                             | Papenteich                         | 1200          | Wüstung                     | Stadt Braunschweig          | 52° 20′ N, 010° 30′ O |
| Eimsbüttel                               | Hamburg                            | 1257          | Stadtteil                   | Stadt Hamburg               | 53° 35′ N, 009° 57′ O |
| Eisenbüttel                              | Braunschweiger Land                | 1180          | Wüstung/Wohnplatz           | Stadt Braunschweig          | 52° 15′ N, 010° 31′ O |
| Elpersbüttel                             | Dithmarschen                       |               | Gemeinde                    | Kreis Dithmarschen          | 54° 04′ N, 009° 03′ O |
| Elpersbüttelerdeich (Elpersbüttel)       | Dithmarschen                       |               | Ortsteil                    | Kreis Dithmarschen          | 54° 04′ N, 009° 01′ O |
| Elpersbüttelerdonn (Elpersbüttel)        | Dithmarschen                       |               | Ortsteil                    | Kreis Dithmarschen          | 54° 04′ N, 009° 04′ O |
| Engbüttel (Misselwarden)                 | Land Wursten                       |               | Ortsteil                    | Landkreis Cuxhaven          | 53° 42′ N, 008° 31′ O |
| Ettenbüttel (Müden)                      | Papenteich                         |               | Ortsteil                    | Landkreis Gifhorn           | 52° 30′ N, 010° 25′ O |
| Everikesbüttel                           | Braunschweiger Land                |               | Wüstung                     | Stadt Braunschweig          |                       |
| Freißenbüttel                            | Wesermünder Geest                  |               | Stadtteil                   | Stadt Osterholz-Scharmbeck  | 53° 16′ N, 008° 47′ O |
| Fuhlsbüttel                              | Hamburg                            | 1283          | Stadtteil                   | Stadt Hamburg               | 53° 38′ N, 010° 00′ O |
| Gerstenbüttel                            | Papenteich                         |               | Ortsteil                    | Landkreis Gifhorn           | 52° 30′ N, 010° 23′ O |
| Großbüttel (Wöhrden)                     | Dithmarschen                       |               | Ortsteil                    | Kreis Dithmarschen          | 54° 10′ N, 008° 57′ O |
| Großenbüttel (Cappel)                    | Land Wursten                       |               | Ortsteil                    | Landkreis Cuxhaven          | 53° 44′ N, 008° 35′ O |
| Hankensbüttel                            | Lüneburger Heide                   | 1051          | Gemeinde                    | Landkreis Gifhorn           | 52° 44′ N, 010° 36′ O |
| Hassenbüttel (Wesselburener Deichhausen) | Dithmarschen                       |               | Ortsteil                    | Kreis Dithmarschen          | 54° 11′ N, 008° 57′ O |
| Harxbüttel                               | Papenteich                         | 1007          | Stadtteil                   | Stadt Braunschweig          | 52° 20′ N, 010° 29′ O |
| Harmbüttel                               | Papenteich                         | 1284          | Wüstung                     | Landkreis Gifhorn           | 52° 26′ N, 010° 24′ O |
| Heißenbüttel (Hambergen)                 | Wesermünder Geest                  |               | Ortsteil                    | Landkreis Osterholz         | 53° 18′ N, 008° 51′ O |
| Hembüttel (Helse)                        | Dithmarschen                       |               | Ortsteil                    | Kreis Dithmarschen          | 53° 58′ N, 009° 02′ O |
| Hoisbüttel (Ammersbek)                   | Schleswig-Holstein                 | 1262          | Ortsteil                    | Kreis Stormarn              | 53° 41′ N, 010° 10′ O |
| Holtebüttel (Langwedel)                  | Bremen                             | 935           | Ortsteil                    | Landkreis Verden            | 52° 59′ N, 009° 14′ O |
| Hummelsbüttel                            | Hamburg                            | 1319          | Stadtteil                   | Stadt Hamburg               | 53° 39′ N, 010° 03′ O |
| Hünkenbüttel (Balje)                     | Elbmarschen                        |               | Ortsteil                    | Landkreis Stade             | 53° 49′ N, 009° 10′ O |
| Isenbüttel                               | Papenteich                         | 1198          | Gemeinde                    | Landkreis Gifhorn           | 52° 26′ N, 010° 35′ O |
| Itzenbüttel                              | Lüneburger Heide                   | 1432          | Gemeinde                    | Landkreis Harburg           | 53° 19′ N, 009° 56′ O |
| Jützbüttel (Osterrade)                   | Dithmarschen                       |               | Ortsteil                    | Kreis Dithmarschen          | 54° 11′ N, 009° 20′ O |
| Katjenbüttel (Berne)                     | Wesermarsch                        |               | Ortsteil                    | Landkreis Wesermarsch       | 54° 09′ N, 009° 01′ O |
| Ketelsbüttel (Wöhrden)                   | Dithmarschen                       |               | Ortsteil                    | Kreis Dithmarschen          | 54° 09′ N, 009° 01′ O |
| Klein Vollbüttel (Ribbesbüttel)          | Papenteich                         |               | Wohnplatz                   | Landkreis Gifhorn           | 52° 25′ N, 010° 29′ O |
| Koldenbüttel                             | Eider-Treene-Niederung             | ~1200         | Gemeinde                    | Kreis Nordfriesland         | 54° 23′ N, 009° 04′ O |
| Kukenbüttel (Balje)                      | Elbmarschen                        |               | Ortsteil                    | Landkreis Stade             | 53° 49′ N, 009° 06′ O |
| Lagesbüttel (Schwülper)                  | Papenteich                         | 1191          | Ortsteil                    | Landkreis Gifhorn           | 52° 21′ N, 010° 28′ O |
| Lehrsbüttel (Odderade)                   | Dithmarschen                       |               | Ortsteil                    | Kreis Dithmarschen          | 54° 08′ N, 009° 12′ O |
| Lüdersbüttel (Süderdorf)                 | Dithmarschen                       |               | Ortsteil                    | Kreis Dithmarschen          | 54° 14′ N, 009° 20′ O |
| Lütjenbüttel (Elpersbüttel)              | Dithmarschen                       |               | Ortsteil                    | Kreis Dithmarschen          | 54° 04′ N, 009° 03′ O |
| Martinsbüttel (Meine)                    | Papenteich                         | 1292          | Wüstung / Wohnplatz         | Landkreis Gifhorn           | 52° 24′ N, 010° 36′ O |
| Meginsnichegibutle                       | Papenteich                         | 1007          | Wüstung                     | Landkreis Gifhorn           | 52° 22′ N, 010° 29′ O |
| Mienenbüttel (Rade)                      | Lüneburger Heide                   |               | Ortsteil                    | Landkreis Harburg           | 53° 23′ N, 009° 48′ O |
| Nackenbüttel                             | Land Hadeln                        |               | Ortsteil                    | Landkreis Cuxhaven          | 53° 49′ N, 008° 56′ O |
| Nienbüttel                               | Heide-Itzehoer Geest               |               | Gemeinde                    | Kreis Steinburg             | 54° 02′ N, 009° 25′ O |
| Oeschebüttel                             | Heide-Itzehoer Geest               |               | Gemeinde                    | Kreis Steinburg             | 53° 59′ N, 009° 43′ O |
| Offenbüttel                              | Dithmarschen                       |               | Gemeinde                    | Kreis Dithmarschen          | 54° 10′ N, 009° 21′ O |
| Ohlenbüttel (Rade)                       | Lüneburger Heide                   | 1105          | Ortsteil                    | Landkreis Harburg           | 53° 24′ N, 009° 47′ O |
| Oldenbüttel                              | Schleswigsche Geest                |               | Gemeinde                    | Kreis Rendsburg-Eckernförde | 54° 10′ N, 009° 26′ O |
| Oldenbüttel (Hambergen)                  | Wesermünder Geest                  |               | Ortsteil                    | Landkreis Osterholz         | 53° 17′ N, 008° 49′ O |
| Ottenbüttel                              | Heide-Itzehoer Geest               |               | Gemeinde                    | Kreis Steinburg             | 53° 58′ N, 009° 30′ O |
| Padingbüttel                             | Land Wursten                       | 1365          | Gemeinde                    | Landkreis Cuxhaven          | 53° 42′ N, 008° 32′ O |
| Papenbüttel (Hambergen)                  | Wesermünder Geest                  |               | Ortsteil, Hügel             | Landkreis Osterholz         | 53° 18′ N, 008° 49′ O |
| Pennigbüttel                             | Wesermünder Geest                  |               | Stadtteil                   | Stadt Osterholz-Scharmbeck  | 53° 15′ N, 008° 49′ O |
| Poppenbüttel                             | Hamburg                            | 1336          | Stadtteil                   | Stadt Hamburg               | 53° 40′ N, 010° 05′ O |
| Ranzenbüttel (Berne)                     | Wesermarsch                        |               | Ortsteil                    | Landkreis Wesermarsch       | 53° 12′ N, 008° 30′ O |
| Reinsbüttel                              | Dithmarschen                       |               | Gemeinde                    | Kreis Dithmarschen          | 54° 11′ N, 008° 55′ O |
| Reinsbüttlerweide (Reinsbüttel)          | Dithmarschen                       |               | Ortsteil                    | Kreis Dithmarschen          | 54° 10′ N, 008° 55′ O |
| Ribbesbüttel                             | Papenteich                         | 1007          | Gemeinde                    | Landkreis Gifhorn           | 52° 26′ N, 010° 31′ O |
| Ritzebüttel                              | Land Wursten                       | <1394         | ehemaliges Amt              | Stadt Cuxhaven              | 53° 51′ N, 008° 41′ O |
| Ritzenbüttel (Lemwerder)                 | Wesermarsch                        |               | Siedlung                    | Landkreis Wesermarsch       | 53° 10′ N, 008° 35′ O |
| Rötgesbüttel                             | Papenteich                         | ~1226         | Gemeinde                    | Landkreis Gifhorn           | 52° 25′ N, 010° 32′ O |
| Rolfsbüttel (Adenbüttel)                 | Papenteich                         | 1191          | Ortsteil                    | Landkreis Gifhorn           | 52° 24′ N, 010° 25′ O |
| Sarzbüttel                               | Dithmarschen                       |               | Gemeinde                    | Kreis Dithmarschen          | 54° 07′ N, 009° 11′ O |
| Siezbüttel                               | Heide-Itzehoer Geest               |               | Ortsteil                    | Kreis Steinburg             | 54° 02′ N, 009° 27′ O |
| Speckenbüttel                            | Bremerhaven                        |               | Stadtbezirk                 | Stadt Bremerhaven           | 53° 36′ N, 008° 34′ O |
| Stickenbüttel                            | Land Wursten                       |               | Stadtteil                   | Stadt Cuxhaven              | 53° 52′ N, 008° 39′ O |
| Tensbüttel-Röst                          | Dithmarschen                       | 1329          | Gemeinde                    | Kreis Dithmarschen          | 54° 06′ N, 009° 13′ O |
| Thuringesbüttel                          | Braunschweiger Land                |               | Wüstung                     | Stadt Braunschweig          |                       |
| Todenbüttel                              | Schleswigsche Geest                |               | Gemeinde                    | Kreis Rendsburg-Eckernförde | 54° 08′ N, 009° 33′ O |
| Tremsbüttel                              | Hamburg                            | 1302          | Gemeinde                    | Kreis Stormarn              | 53° 45′ N, 010° 19′ O |
| Vettenbüttel (Diekhusen-Fahrstedt)       | Dithmarschen                       |               | Ortsteil                    | Kreis Dithmarschen          | 53° 57′ N, 009° 02′ O |
| Vollbüttel (Ribbesbüttel)                | Papenteich                         | 1284          | Ortsteil                    | Landkreis Gifhorn           | 52° 26′ N, 010° 29′ O |
| Wales Buttel/Sloren-Buttel               | Wesermarsch                        |               |                             | Landkreis Wesermarsch       | 53° 12′ N, 008° 23′ O |
| Warmbüttel (Ribbesbüttel)                | Papenteich                         | 1226          | Wüstung / Ortsteil          | Landkreis Gifhorn           | 52° 24′ N, 010° 28′ O |
| Warxbüttel                               | Papenteich                         | 1338          | Wüstung/Wohnplatz           | Landkreis Gifhorn           | 52° 22′ N, 010° 26′ O |
| Wasbüttel                                | Papenteich                         | 1022          | Gemeinde                    | Landkreis Gifhorn           | 52° 25′ N, 010° 36′ O |
| Watenbüttel                              | Braunschweiger Land                |               | Stadtteil                   | Stadt Braunschweig          | 52° 18′ N, 010° 28′ O |
| Wedesbüttel (Meine)                      | Papenteich                         | 1022          | Ortsteil                    | Landkreis Gifhorn           | 52° 23′ N, 010° 35′ O |
| Wellingsbüttel                           | Hamburg                            | 1296          | Stadtteil                   | Stadt Hamburg               | 53° 38′ N, 010° 05′ O |
| Welmbüttel                               | Dithmarschen                       | 1402          | Gemeinde                    | Kreis Dithmarschen          | 54° 12′ N, 009° 15′ O |
| Wendenbutle                              | Papenteich                         | 1007          | Wüstung                     | Landkreis Gifhorn           | 52° 22′ N, 010° 29′ O |
| Wennbüttel                               | Dithmarschen                       |               | Gemeinde                    | Kreis Dithmarschen          | 54° 07′ N, 009° 19′ O |
| Westerbüttel                             | Dithmarschen                       |               | eingemeindet in Brunsbüttel | Kreis Dithmarschen          | 53° 55′ N, 009° 09′ O |
| Wienebüttel                              | Lüneburger Heide                   |               | eingemeindet in Lüneburg    | Stadt Lüneburg              | 53° 16′ N, 010° 22′ O |
| Wohlenbüttel (Oldendorf)                 | Lüneburger Heide                   |               | Ortsteil                    | Landkreis Lüneburg          | 53° 09′ N, 010° 12′ O |
| Wolfenbüttel                             | Braunschweiger Land                | 1118          | Stadt                       | Landkreis Wolfenbüttel      | 52° 10′ N, 010° 32′ O |
| Wolfenbüttel (Busenwurth)                | Dithmarschen                       |               | Ortsteil                    | Kreis Dithmarschen          | 54° 02′ N, 009° 05′ O |
| Wulsbüttel                               | Wesermünder Geest                  | 1934          | Gemeinde                    | Landkreis Cuxhaven          | 53° 19′ N, 008° 40′ O |
| Wunderbüttel (Wittingen)                 | Lüneburger Heide                   |               | Stadtteil                   | Landkreis Gifhorn           | 52° 42′ N, 010° 40′ O |